# Philadelphia Flyers
O Philadelphia Flyers é um time profissional americano de hóquei no gelo da cidade da Filadélfia, Pensilvânia. Ele é membro da Divisão Metropolitana da Conferência Leste da National Hockey League (NHL). Parte da expansão de 1967 da liga, os Flyers foram o primeiro dos times desta expansão a vencer a Copa Stanley, em 1973-74 e novamente em 1974-75. Apesar de voltar mais cinco vezes às finais da Copa, os Flyers não a vencem desde então.
A porcentagem de vitórias dos Flyers em toda sua história é de 57,7% (ao final da temporada 2007-08 da NHL), sendo a segunda melhor da NHL, atrás apenas dos Montreal Canadiens, com porcentagem de vitórias de 59,1%.
Os Flyers mandam seus jogos na Broad Street desde sua criação, primeiro no The Spectrum, de 1967 até 1996, e depois na Xfinity Mobile Arena, de 1996 até o presente.

## História
Ao visitar um jogo de basquete no Boston Garden, o então-vice-presidente do Philadelphia Eagles da NFL, Ed Snider, viu uma multidão comprando ingressos dos Boston Bruins sendo que a equipe à época era uma das piores na NHL. Assim que soube que a liga tinha a intenção de se expandir de seis equipes para doze, Snider começou a planejar uma nova arena na Filadélfia onde um time de hóquei jogasse. O grupo de Snider, que incluía entre seus sócios o dono dos Eagles Jerry Wolman, foi escolhido pela NHL em disputa com um de Baltimore em 1966. Um dos sócios,  Bill Putnam, escolheu as cores laranja e preto baseados no time de sua faculdade, a Universidade do Texas em Austin. O nome da equipe foi sugerido pela irmã de Snider, que gostou pela semelhança fonética com o nome da cidade. Já sabendo do nome e cores, a equipe contratou a agência de publicidade Mel Richmann Inc. para criar a logomarca, com um "P" desenhado a partir de um disco laranja e quatro asas.

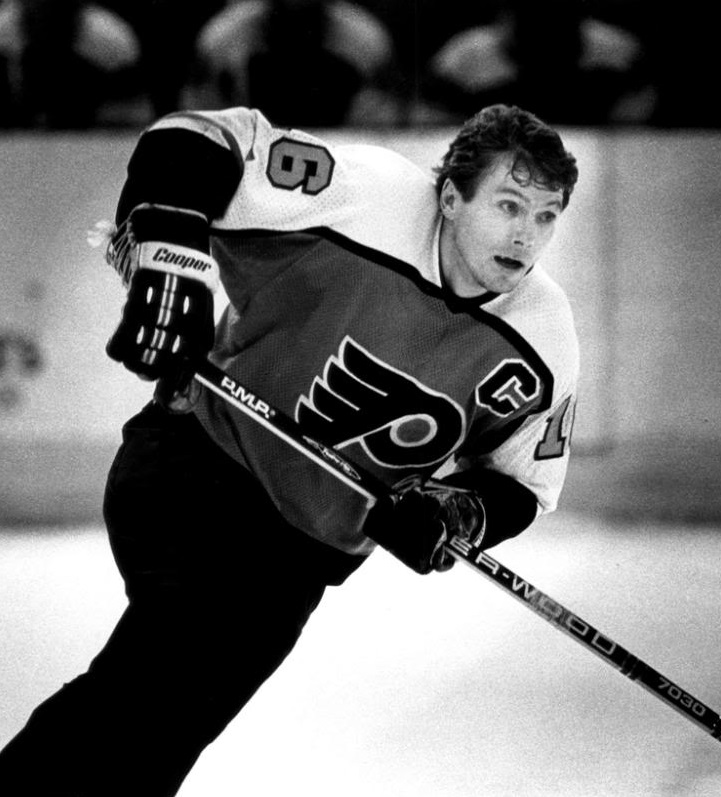
Bobby Clarke foi capitão dos Flyers durante os dois títulos da equipe

Após alguns anos de mediocridade, na temporada 1972-73 da NHL os Flyers se tornaram uma das equipes mais fortes da liga, sendo apelidados por um jornalista como "Broad Street Bullies" ("Valentões da Broad Street") por seu jogo físico e propenso à violência. Liderados pelo atacante Bobby Clarke, o goleiro Bernie Parent e o agressivo zagueiro Dave Schultz, os Flyers se tornaram a primeira das seis equipes introduzidas pela expansão de 1967 a vencer a Copa Stanley ao bater os Bruins nas finais de 1973. Voltariam às finais nos dois anos seguintes, conquistando o bicampeonato sobre o Buffalo Sabres em 1974, mas perdendo a final de 1975 para o Montreal Canadiens após perderem Parent para uma lesão.
Em 11 de janeiro de 1976, os Flyers receberam no Spectrum o time do exército vermelho soviético, que o técnico da equipe, Fred Shero, classificou como o jogo mais importante de sua vida. Os Flyers venceram por 4-1, mas o jogo foi extremamente violento e o técnico russo Konstantin Loktev chegou a tirar seu time do gelo por dezesseis minutos depois de um tranco particularmente violento."Nunca jogamos contra uma equipe tão animal", reclamou Loktev depois do jogo. Era a época dos "Broad Street Bullies" ("Valentões da Rua Broad", em inglês). Um cartaz que alguns torcedores seguravam dizia: "Vá contar tudo para o czar!"

## Arenas
O primeiro ginásio dos Flyers foi o The Spectrum, de 1967 até 1996. Dividida com o time da NBA Philadelphia 76ers, a arena abrigava 14,646 espectadores à época da inauguração e 17,380 quando os Flyers deixaram o Spectrum. Foi desde então demolida em 2009.
A nova arena foi construída nas imediações,  custando 206 milhões de dólares, em financiamento privado, embora a cidade e o estado ajudaram a pagar a infraestrutura local. Foi inaugurada em 1996 com o nome de CoreStates Center, sendo rebatizada à medida que o banco CoreStates era adquirido por outras instituições financeiras: First Union Bank em 1998, Wachovia em 2003, e desde 2010, Wells Fargo. A Xfinity Mobile Arena é localizada onde era o John F. Kennedy Stadium, demolido em 1992, em um complexo esportivo que abriga também os estádios Lincoln Financial Field (do time da NFL Philadelphia Eagles) e Citizens Bank Park (da equipe da MLB Philadelphia Phillies), além do espaço de shows Xfinity Live!. Além dos Flyers e 76ers, o ginásio é casa do Philadelphia Soul da AFL,  e dos Philadelphia Wings da NLL.